# Golušnik
Golušnik je naselje v Občini Novo mesto.